# Opole Bike
Opole Bike – publiczny system wypożyczania rowerów w Opolu działający w latach 2012-2021 a jego operatorem była Nextbike (2012-2018) i GeoVelo (2019-2021). W skład systemu w 2021 roku wchodziło 37 bezobsługowych stacji oraz 280 rowerów.

## Historia

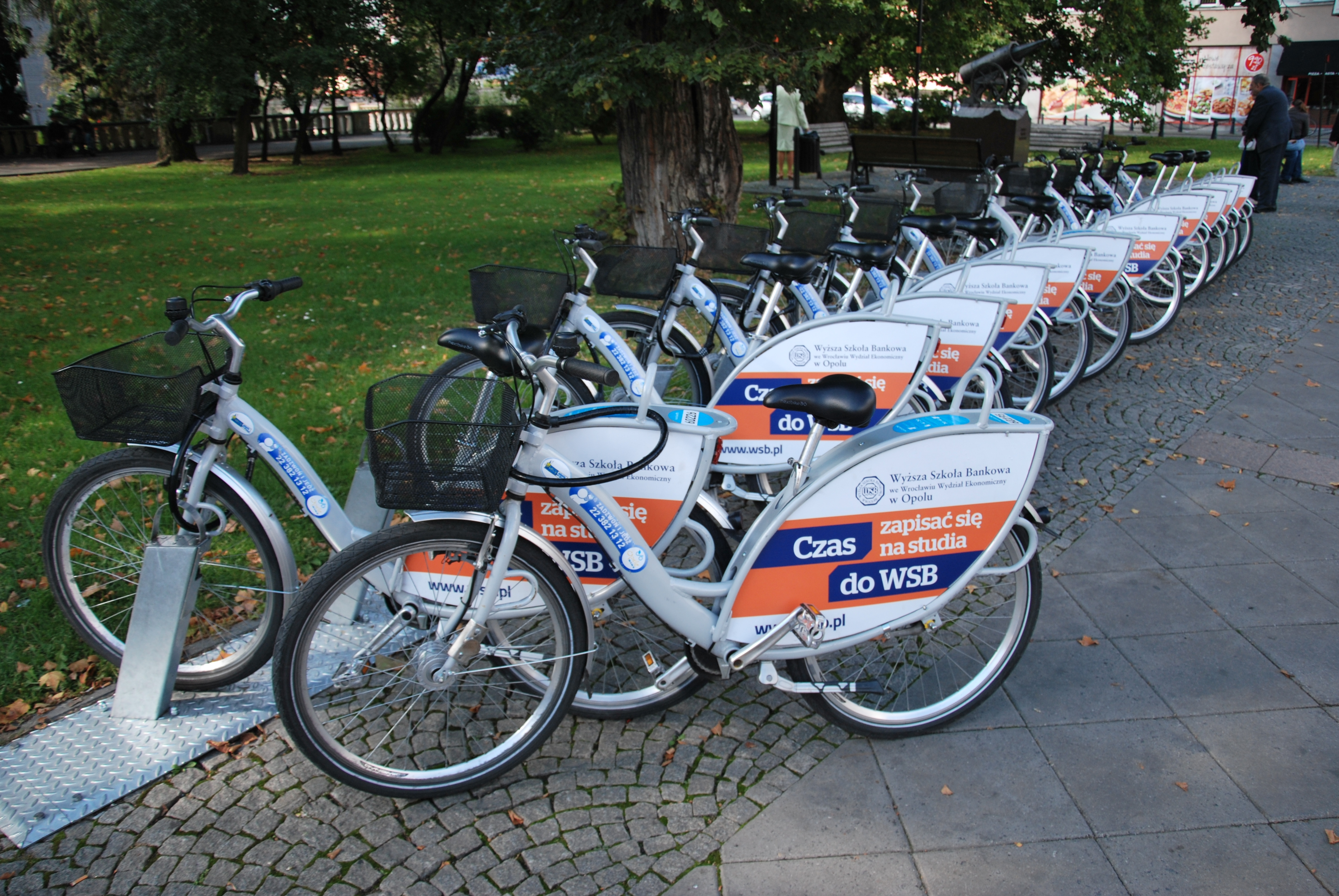
Stacja na placu Wolności w 2012 roku

System został uruchomiony przez Nextbike 15 czerwca 2012. Uruchomiono 10 stacji w układzie pierścieniowym z centralną stacją przy placu Wolności. Do dyspozycji rowerzystów było 100 rowerów.
W 2013 uruchomiono 3 dodatkowe stacje miejskie oraz jedną stację sponsorką przy Centrum Handlowym Karolinka. Na koniec roku liczba zarejestrowanych użytkowników wynosiła 8,7 tys.
W 2014 ponownie uruchomiono 14 stacji z 149 rowerów, dokonano 59 tys. wypożyczeń; zarejestrowało się 2,6 tys. nowych użytkowników.
W 2015 roku system wystartował 16 marca z 15 stacjami i 150 rowerami. 25 marca uruchomiona została 16. stacja oraz dołożono 5 rowerów. Rowery był wypożyczane niemal 70 tys. razy, zarejestrowało się 3,5 tys. nowych użytkowników.
W 2016 roku system wystartował 1 marca. Uruchomiono wówczas 16 stacji mających 164 rowery. 1 czerwca do systemu włączono 10 rowerów cargo przystosowanych do przewozu dzieci i większych ładunków. Rowery były wypożyczane niemal 60 tys. razy, zarejestrowało się 2,7 tys. nowych użytkowników. Rowery familijne były wypożyczane niespełna 2 tys. razy.
W 2017 roku rowery miejskie powróciły 1 marca, poza wcześniejszymi 16 stacjami uruchomiono 3 nowe: Katowicka, Solidarności i 1 Maja (przy ul. Rejtana) oraz dołożono 24 dodatkowe rowery. Przez cały sezon dokonano niespełna 60 tys. wypożyczeń, w tym 1,3 tys. wypożyczeń rowerów familijnych.
W 2018 roku dokonano 60 tys. wypożyczeń a liczba użytkowników przekroczyła 25 tys.. Z końcem roku skończyła się umowa miasta z Nextbikiem na obsługę systemu.
W lutym 2019 miasto rozpisało przetarg na obsługę systemu w latach 2019-2021 obejmującego 200-280 rowerów (plus 10 rezerwowych) i minimum 18 stacji. Zdecydowano się przejść z systemu 3. generacji na system 4. generacji (który umożliwia oddawanie/wypożyczanie rowerów również poza stacjami) oraz zrezygnowano z rowerów familijnych. W przetargu zgłoszone zostały 3 oferty: Nextbike, GeoVelo oraz konsorcjum Orange Polska i Roovee, a w kwietniu rozstrzygnięto przetarg, wybierając ofertę GeoVelo, które zaproponowało system składający się z 280 rowerów. W lipcu system wystartował z 100 rowerów. W grudniu 2021, po zakończeniu 3-letniej umowy z GeoVelo, miasto poinformowało o rezygnacji z dalszego istnienia systemu

## Rowery i stacje
W latach 2019–2021 system składał się z 280 rowerów i 37 stacji:

- 1 Maja – szkoła
- CH Karolinka
- Chabrów - Agawa
- Dworzec Główny PKP
- Kampus - Prószkowska
- Katowicka
- Niemodlińska – Hallera
- Niemodlińska – Spychalskiego
- Oleska - Tauron
- Opole - Chmielowice
- Opole - Groszowice ul. Gorzołki
- Opole - Grotowice ul. Złota
- Opole - Winów ul. Ligudy
- Ozimska – Piotrkowska
- Pętla autobusowa - Dambonia
- pl. Piłsudskiego – Wrocławska
- Plac Wolności
- Politechnika – Sosnkowskiego
- Rondo (pl. Konst. 3 Maja
- Rynek (miejsce postojowe)
- Solidarności
- Sosnkowskiego – Skaut
- ul. Barlickiego
- ul. Budowlanych
- ul. Chabrów
- ul. Czaplaka
- ul. Jagiełły
- ul. Karola Miarki
- ul. Marka z Jemielnicy
- ul. Niemodlińska za węzłem drogowym w kierunku Opola-Chmielowic
- ul. Okulickiego
- ul. Prószkowska
- ul. Pużaka przy ul. Hubala
- ul. Tysiąclecia / Grudzicka
- ul. Żwirki i Wigury
- Uniwersytet – Ozimska
- Wyspa Pasieka